# Chancery Lane

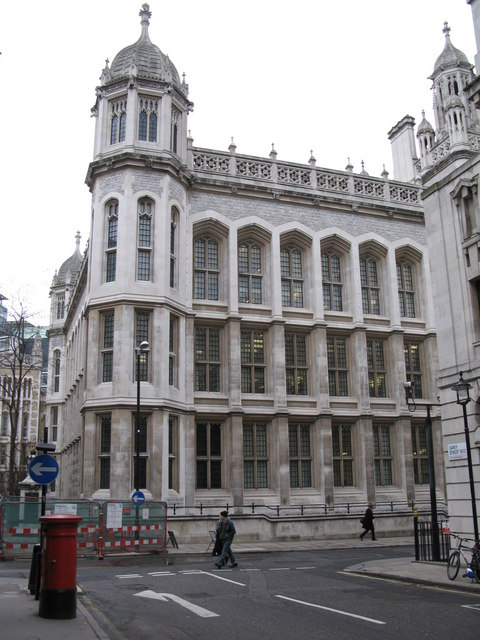
Het gebouw van de voormalige Public Record Office aan Chancery Lane.

Chancery Lane is een straat in Londen. Het is een straat met eenrichtingsverkeer van noord naar zuid van Temple Bar naar High Holborn (de A40). Het gelijknamige metrostation ligt niet aan de straat maar aan High Holborn, iets voorbij het noordelijk eind van Chancery Lane.
Chancery Lane vormt de westelijke grens van de City of London. De gebouwen aan de oostkant behoren tot de City of London, die aan de zuidwestkant tot de City of Westminster en die aan de noordwestkant tot de London Borough of Camden.
De straat heeft historische banden met de juridische sector. Ze ontleent haar naam aan de historische rechtbank Court of Chancery. Aan de westkant liggen een aantal gebouwen die behoren tot Lincoln's Inn, een van de Inns of Court van Engelse barristers. De Law Society of England and Wales is er gevestigd op het nummer 113.
Aan Chancery Lane vindt men verder de London Silver Vaults in het Chancery House, dat een veertigtal handelaars in zilver huisvest, en The Maughan Library van King's College London in het gebouw dat vroeger het Public Record Office (het nationaal archief) huisvestte. Er zijn ook enkele bekende kleermakerszaken gevestigd zoals de hofleverancier Ede & Ravenscroft, gesticht in 1689. Het is de oudste kleermakerszaak van Londen, die onder meer ceremoniële kleding maakt voor het hof en voor de juridische beroepen.